# 茎 (刀)

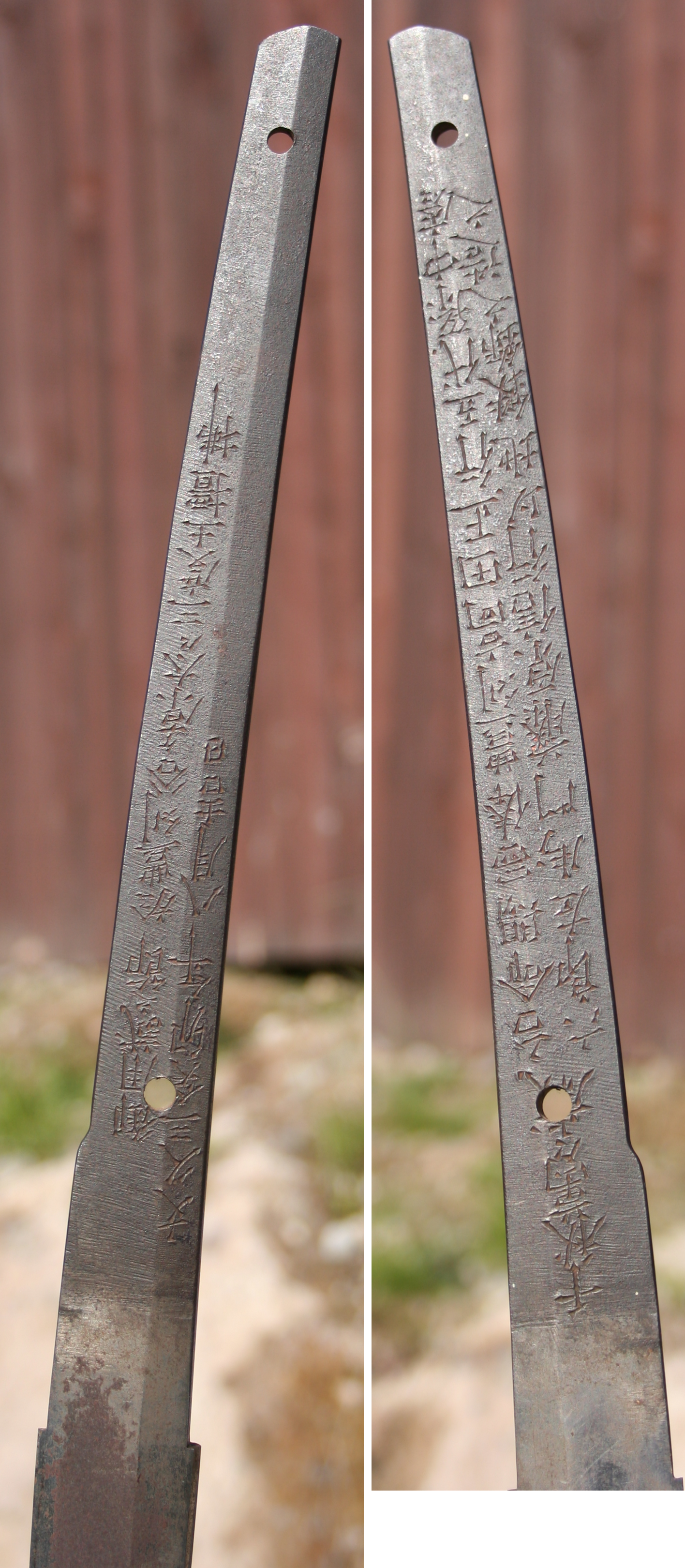

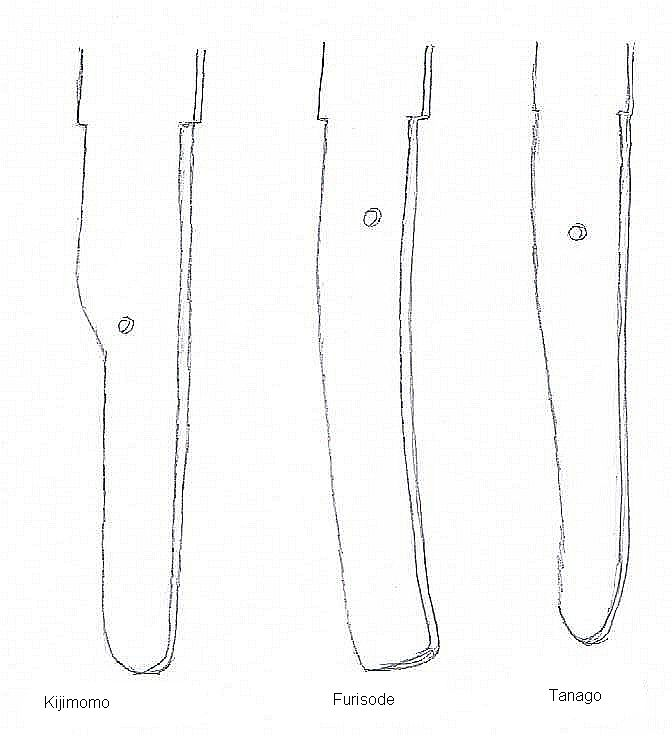

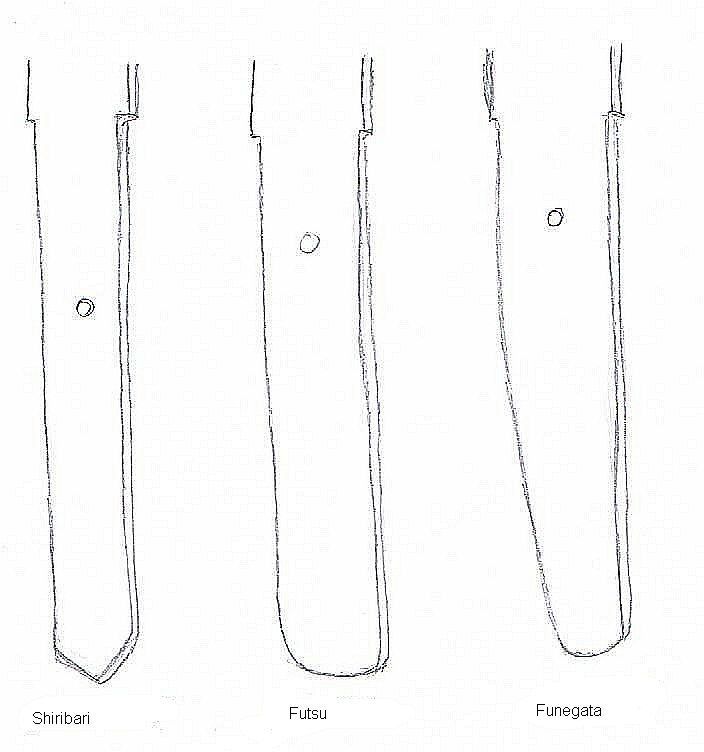

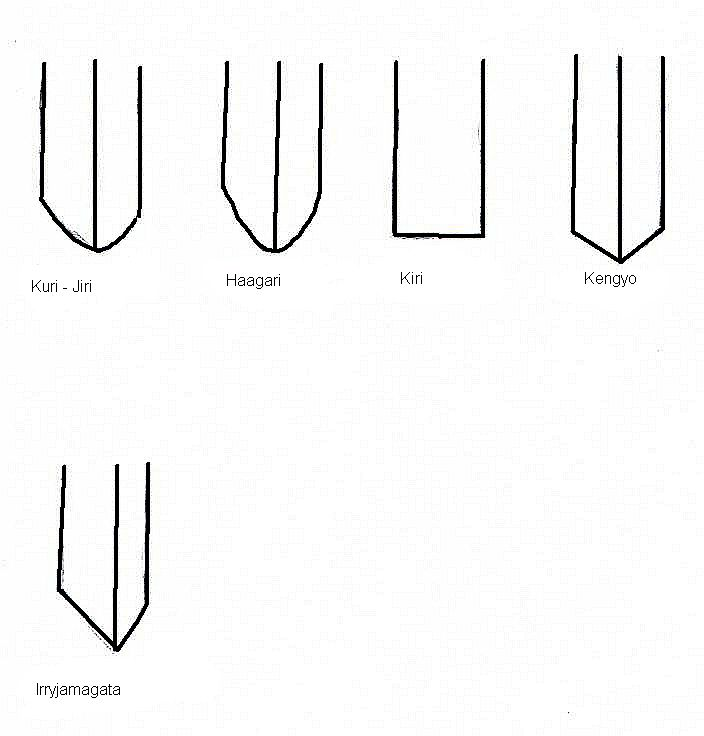

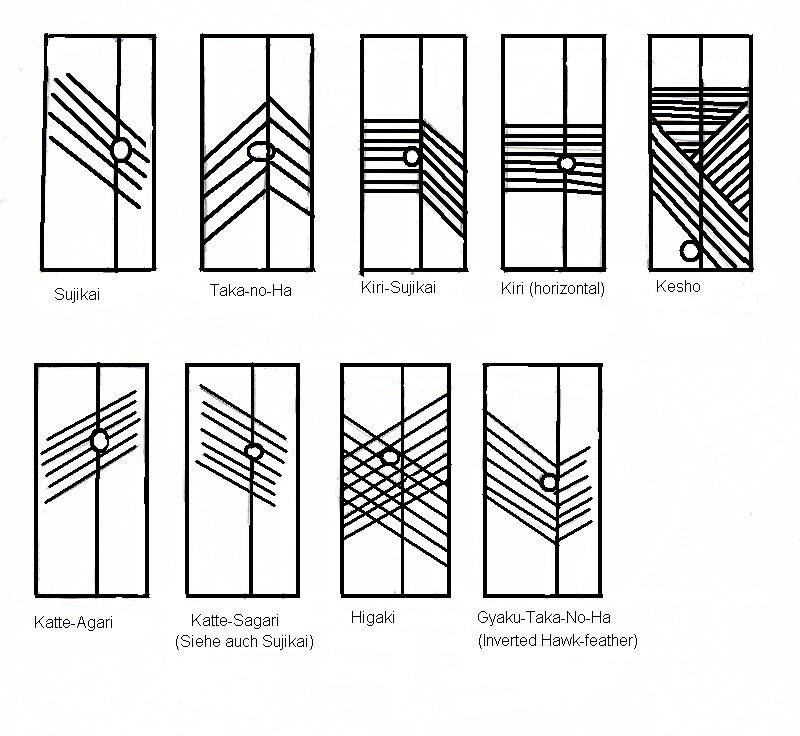

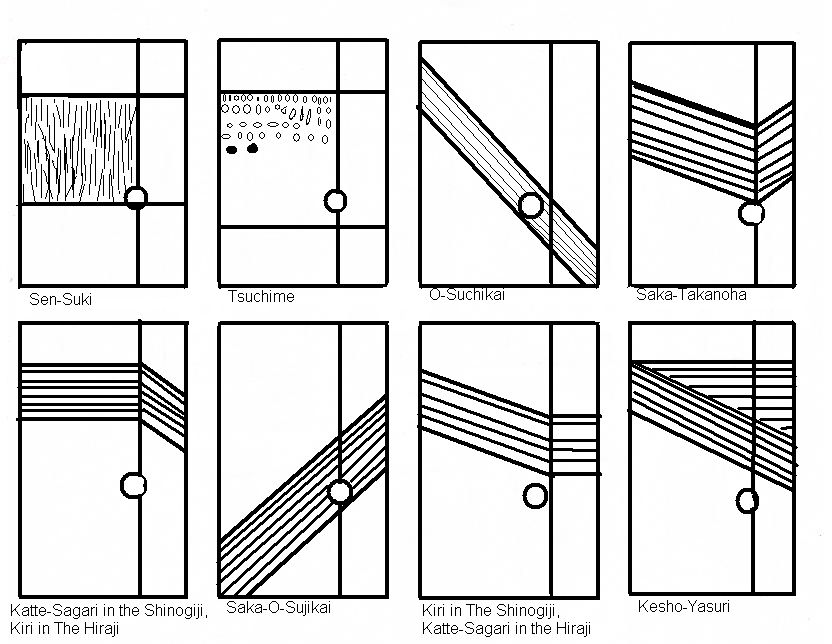

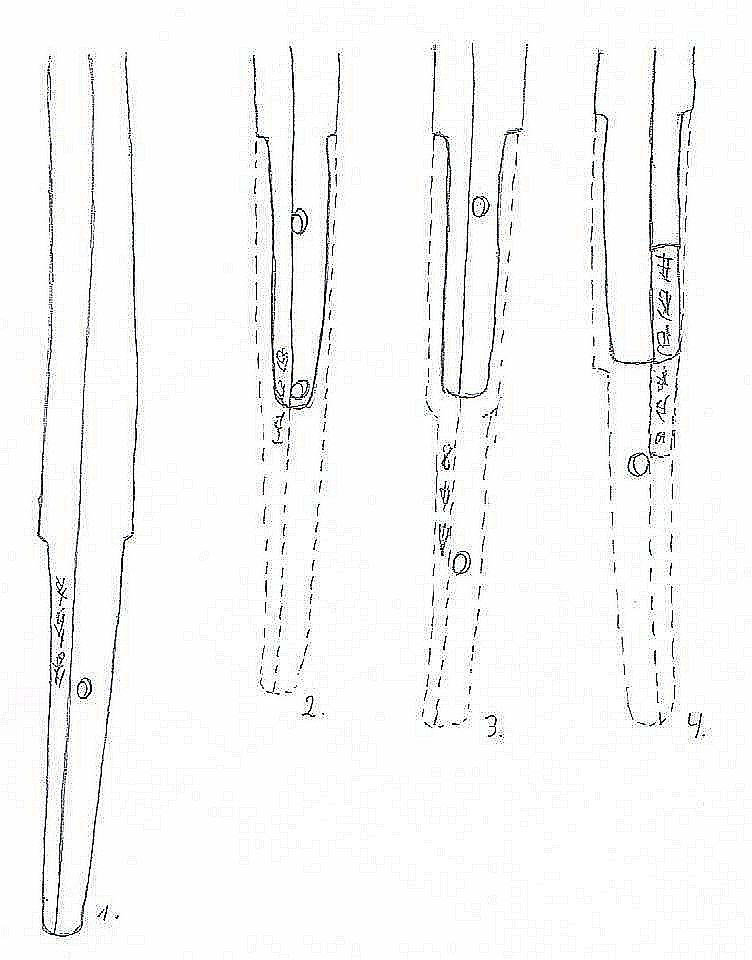

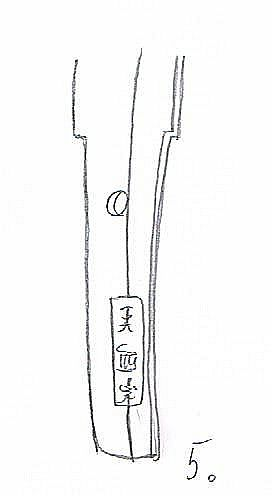

茎（なかご）とは、刀身の柄に被われる部分。「（柄の）中に込める」という意味から命名された。中心(または柄心や忠)とも書く。

## 日本刀
日本刀において作成者はそこに銘を切るのが習わしである。近代以前は柄の形状にあわせて目釘穴をあけていたため、古刀などには茎に2穴以上あいている場合がある。そのことにより、銘の一部が削れた場合もある。
また槍や一部の時代の刀ははじめから2つの目釘孔が開いている場合もある。
継ぎ茎
正規の茎に、別の刀身を継ぐ継ぎ茎という偽装が行われた偽銘刀が作られているが、X線を用いた検査などで偽装を検出することが可能である。

### 茎の形状と種類
茎は摺り上げ・大摺り上げ・区送りなどの元の形を後世意図的に変化させたものと、当時の状態に保っているものが存在する。後者の茎を刀剣用語では生ぶと言われている。目釘穴を付け加えたことや、多少変化させたぐらいの場合も生ぶとされる。
- 中心尻の形状
  - 栗尻
  - 刃上がり栗尻
  - 切り（一文字）
  - 入山形
  - 剣形

以下のものは、基本形とは異なる独特の形状をしているものである。
振袖形（ふりそでがた）
刃元から茎先の間の反りが高くなっているものを指す。その形状が振り袖に似ているためこのような名称になった。鎌倉時代の短刀によく見られる。
船形（ふながた）
形状が船底に似ているためこのような名称になった。鎌倉時代末期の相州伝の短刀、脇差によく見られる。
たなご腹形（たなごはらがた）
形状がタナゴのお腹のように幅が盛りあがり急に狭くなっていく形をしている。村正系統の刀工の短刀、脇差によく見られる。
雉子股形（きじももがた）
通常刃元から茎先までの幅は徐々に狭くなっているが、この形はある部分から急激狭くなっている形をしている。その形状が鳥の股に似ているためこのような名称になった。平安時代 - 鎌倉時代中期頃までの太刀によく見られる。
御幣形（ごへいがた）

卒塔婆形（そとばがた）